# Protoparachronistis
Protoparachronistis é um gênero de traça pertencente à família Agonoxenidae.